# Leonard Azamfirei
Leonard Azamfirei (Botosán, 1967. június 22. –) román orvos, aneszteziológus, a Marosvásárhelyi Orvosi és Gyógyszerészeti Egyetem (MOGYE) rektora.

## Élete és pályafutása
1967. június 22-én született a moldvai Botosánban. 1992-ben végzett a Marosvásárhelyi Orvosi és Gyógyszerészeti Egyetemen (MOGYE). 1994–1998 között aneszteziológia és intenzív terápia szakirányon tudományos segédmunkatársként működött a marosvásárhelyi Orvosi Kutatóközpontban.
2007-ben egyetemi előadótanári, 2009-ben egyetemi professzori fokozatot szerzett. 2008-ban a Marosvásárhelyi Orvosi és Gyógyszerészeti Egyetem Általános Orvostudományi Karának prodékánja, majd 2010-ben dékánja lett. 2012. február 22-én választották meg az egyetem rektorává, miután megszerezte a 285 szavazat 53,68%-át. 2016-ban – egyetlen jelöltként – ismét rektorrá választották, ennek alapján megkezdte második terminusát a tisztségben.
2013. december 10-én az Agerpresnek adott nyilatkozatában elmondta: „a magyar nyelv, kultúra és önazonosság megőrzését elsősorban otthon, a színházban és a könyvtárban kell biztosítani, és nem szakmai vonalon, hiszen a szakmát román nyelven kell megtanulni.” A kijelentés számos bírálatot kapott a romániai magyar közösség részéről; Magyari Tivadar, a Romániai Magyar Demokrata Szövetség (RMDSZ) oktatási főtitkárhelyettese közleményben ítélte el a nyilatkozatot.
2018. április 18-án, Azamfirei második rektori ciklusa alatt fogadták el a MOGYE és a Petru Maior Egyetem egyesüléséről szóló határozatot.